# Louis Magnat
Louis Magnat, né le 8 avril 1915 dans le 2e arrondissement de Lyon et mort le 29 août 2012 à Sant Cebrià de Vallalta dans la province de Barcelone en Espagne, est un Compagnon de la Libération, ingénieur et officier d'Artillerie français.

## Études
Il est diplômé de l'École nationale supérieure d'arts et métiers (Cluny 1932).

## Compagnon de la libération
Lors du début de la Deuxième Guerre mondiale, il travaille en Argentine. Il est mobilisé le 6 mai 1940 et gagne Dakar au mois de juin. Il entend l'Appel du 18 juin du Général de Gaulle et s'engage dans les Forces françaises libres,.
De février à mai 1943, il participe aux campagnes du Fezzan et de Tripolitaine. Il fait l'objet d'une première citation.
En septembre 1943, titulaire du grade de commandant, il est affecté au 1/3e Régiment d'artillerie coloniale (RAC). Son régiment devient un des régiments de la 2e DB du général Leclerc. Il débarque en Normandie et participe à la libération de Paris, aux campagnes des Vosges et d'Alsace, à la libération de Strasbourg. Il participe aussi à la réduction de la poche de Royan en avril 1945. Il fait de nouveau l'objet de deux citations.

## Après guerre
Il redevient ingénieur en Argentine. Il prend sa retraite à Buenos Aires puis s'installe à Barcelone.

## Distinctions
- Officier de la Légion d'honneur
- Compagnon de la Libération par décret du 13 juillet 1945
- Croix de guerre 1939–1945 (3 citations)
- Médaille coloniale avec agrafes "Fezzan-Tripolitaine", "Tunisie 1943"
- Presidential Unit Citation (USA)